# Thalita de Jong
Thalita de Jong (* 6. November 1993 in Bergen op Zoom) ist eine niederländische Radrennfahrerin, die im Straßenradsport aktiv ist. Zu Beginn ihrer Karriere fuhr sie auch Querfeldeinrennen und wurde dort 2016 Weltmeisterin.

## Sportlicher Werdegang
2011 wurde Thalita de Jong niederländische Junioren-Meisterin im Einzelzeitfahren. 2013 belegte sie bei den Straßenradsport-Weltmeisterschaften 2013 gemeinsam mit ihren Teamkolleginnen von Rabobank-Liv Giant im Mannschaftszeitfahren Rang zwei, und zwei Jahre später wurde sie mit dem Team von Rabobank-Liv Woman Cycling Team Dritte bei den Weltmeisterschaften.
Nachdem de Jong in der U23 gelegentlich an Rennen des UCI-Cyclocross-Weltcups teilgenommen hatte, fuhr sie 2015/2016 erstmals eine volle Saison und erzielte dort eine Reihe von Siegen. Im Januar 2016 wurde sie zunächst niederländische Meisterin und siegte kurz darauf bei den Weltmeisterschaften. In der folgenden Saison wurde sie auch Europameisterin. Trotz dieser Erfolge sah sie sich eher als Straßenfahrerin. In ihrer Hauptdisziplin entschied sie 2016 jeweils einer Etappe des Giro d’Italia Femminile sowie des Giro del Trentino Alto Adige für sich. Im Jahr darauf konnte sie ihre Titel wegen eines Muskelfaserrisses nicht verteidigen. In der folgenden Zeit litt sie unter weiteren Verletzungen, bekam falsche Diagnosen und bekam Depressionen, so dass sie nur wenige Rennen bestritt und keine Erfolge aufzuweisen hatte. Von Mai 2019 bis Februar 2022 startete sie für das neugegründete Team Chevalmeire, dessen einziges Mitglied sie anfangs war; ihre Aktivitäten im Cyclocross stellte sie ein.
Im Juni 2022 wechselte Thalita de Jong zu Liv Racing-Xstra. In diesem Jahr bestritt sie mehrere Rundfahrten wie die Internationale Thüringen-Rundfahrt der Frauen (32. Platz), die Women’s Tour (36. Platz), den Giro d’Italia Donne (32. Platz) sowie die Tour de France Femmes (69. Platz). Auch in der folgenden Saison hatte sie zahlreiche Einsätze bei verschiedenen Rundfahrten, blieb aber international erneut ohne Sieg.
Zur Saison 2024 wurde de Jong Mitglied im Team Lotto Dstny Ladies, mit dem sie in die Erfolgsspur zurückkehrte. Bei der Tour Cycliste Féminin International de l’Ardèche war sie mit zwei Etappenerfolgen und dem Gewinn der Gesamtwertung sowie der Punkte- und Bergwertung die dominierende Fahrerin. Zudem gewann sie im Juli das Gravelrennen Gravel One Fifty, Teil der UCI Gravel World Series.
Nach nur einer Saison verließ  de Jong das Team Lotto und wechselte zum UCI WorldTeam Human Powered Health. Gleich zu Beginn der Saison 2025 erzielte sie mit dem Gewinn der Trofeo Binissalem-Andratx den ersten Sieg für ihr neues Team.

## Erfolge

### Straße
2011
- Niederländische Junioren-Meisterin – Einzelzeitfahren

2013
- Weltmeisterschaft – Mannschaftszeitfahren (mit Marianne Vos, Annemiek van Vleuten, Roxane Knetemann, Pauline Ferrand-Prévot und Lucinda Brand)

2014
- Mannschaftszeitfahren Lotto-Decca Tour (mit Annemiek van Vleuten, Marianne Vos und Anna van der Breggen)

2015
- Weltmeisterschaft – Mannschaftszeitfahren (mit Lucinda Brand, Shara Gillow, Roxane Knetemann, Katarzyna Niewiadoma und Anna van der Breggen)
- eine Etappe Holland Ladies Tour
- Erondegemse Pijl

2016
- eine Etappe Giro d’Italia Femminile
- eine Etappe Giro del Trentino Alto Adige

2021
- Bergwertung Festival Elsy Jacobs
- Grote Prijs Beerens

2022
- Ronde de Mouscron

2024
- Punktewertung Tour de Normandie Féminin
- Punkte- und Bergwertung Tour de Bretagne Féminin
- Gesamtwertung, zwei Etappen, Punkte- und Bergwertung Tour de l’Ardèche
- eine Etappe und Bergwertung Tour de la Semois

2025
- Trofeo Binissalem–Andratx

### Cyclocross
2015/2016
 Weltmeisterin
 Niederländische Meisterin
Bpost Bank Trofee – Sint-Niklaas
2016/2017
 Europameisterin
Weltcup – Valkenburg
Superprestige – Spa-Francorchamps
DVV Trofee – Ronse